# Модернізм у турецькій літературі
Модернізм в турецькій літературі — сукупність літературних явищ модерністів, характерна для літератури Туреччини періоду другої половини XX століття.

## Причини виникнення
Зародження модерністської течії в Туреччині викликано рядом суспільно-політичних чинників. Період 1960-х — 1970-х років характеризується суттєвим зростанням політичної активності всіх верств населення, обумовленої, перш за все, державним переворотом, що стався 27 травня 1960 року. Основною метою офіцерів, що прийшли до влади, було повернення до принципів Кемаля Ататюрка, які ставили на перший план виконання національної волі. Як антиісламісти і антикомуністи, вони розправилися з головними представниками панівної демократичної партії — А. Мендересом і Дж. Баяром, і 1961 року представили громадянам країни нову Конституцію. Проголошуючи Турецьку Республіку «національною, світською, демократичною, соціально-правовою» державою, вона при цьому «не була повністю демократичною, відкривала дорогу легальної діяльності і політичному ісламу, і радикальному тюркізму».
Багато партій і громадських організацій, створених у той період, крім спроб пояснення економічної відсталості Туреччини, висловлювали відкрите невдоволення зовнішньою і внутрішньою політикою уряду в умовах холодної війни. Це загострювало і політичну боротьбу, і соціальну обстановку в цілому, оскільки інтереси дрібної буржуазії перетиналися з інтересами робітників і бюрократії, що згодом виливалося в зіткнення і конфлікти. Важливо також відзначити і роль західних концепцій і масової культури, які усвідомлювали нездійсненність надій і обіцянок військовиків, даних ними після перевороту 1960 року.

## Особливості
Модерністський напрям, що склався до кінця 1960-х років як результат крайнього розчарування суспільства в обіцяному військовим переворотом прогресі, отримав назву «bunalım» — «література відчуження». Загалом, турецький модернізм сформувався під впливом західної школи екзистенціалізму, видатними діячами якої були Ф. Кафка, А. Камю та інші. Він має риси цієї ідейної течії, однак є ширшим явищем, породженим сукупністю соціально-політичних факторів і загостренням духовної кризи.
Першим твором, що мав риси модерністської ідеології, був роман А. Танпинара «Спокій», де письменник прагне показати зв'язок східної та західної філософії. Ідеї цивілізаційної кризи, характерні для Танпинара, виражаються у внутрішніх переживаннях героя і, як казав сам автор, «Ми дуже звузили людину, цілі гранично ясні. Життя в головах дуже багатьох немов утратило своє багатство». Попри це, роман залишається лише натхненним західними модерністськими ідеями, але не повністю їм підпорядковується.
Істинно модерністський роман прийшов у літературу Туреччини на межі 1960-1970-х років. Він знайшов найвище вираження у творчості письменників, які належать до «літератури кризи». Проте турецькі автори ніколи раніше не стикалися з однією з найважливіших рис модернізму — героєм-особистістю, розриваним численними внутрішніми переживаннями, часто ефемерними і суперечливими. Якщо західні прозаїки вміли майстерно розкрити життєвий шлях персонажа, подаючи його як повноцінний суб'єкт з повністю сформованою особистісною самосвідомістю і світовідчуттям, то турецькі автори в подібному випадку зустрічалися віч-на-віч з «непереборною перешкодою у вигляді внутрішнього світу героя», таким чином створюючи відчужену, асоціальну особистість, не таку повну і завершену, як герой їхніх західних колег.
Пори це, розглядати модерністську літературу Туреччини як наслідувальну або масову було б помилкою, тому, що «подібна точка зору абсолютно незастосовна до творів таких талановитих і самобутніх художників, як О. Акбал, Л. Ербіль та ін.» Турецькі письменники-модерністи, визнаючи реальність лише за внутрішнім світом людини, створювали унікальне для літератури того часу явище, а їхні твори вирізнялися винятковою майстерністю і художніми якостями. Крім цього, їхній герой, на відміну від західного, завжди був демократичнішим і ближчим до народу, оскільки турецька проза від початку була орієнтована на нижчі соціальні кола, що допомагало авторам вказати на наявні в країні проблеми. Як «література кризи», буналим не вірила в можливості нового уряду і відбивала кризу панівної інтелігенції, як духовної, так і дрібнобуржуазної. Тут важливо відзначити той факт, що письменники-модерністи протиставляли себе реалізму, але не пародіювали його, оскільки елемент пародії в літературну парадигму принесуть уже постмодерністи.
Художній стиль представників цієї течії був певним протестом, розчаруванням у тій моделі розвитку, яку пропонувала турецьким громадянам військова влада. До відмінних рис творів літератури «буналим» можна віднести «використання позалітературного матеріалу, відмову від деяких традиційних зображальних засобів, розмитість сюжету, широке використання прийому „потоку свідомості“ тощо», подання самотньої людини серед реалій буржуазного суспільства.
Література «буналим» загалом має одну з найважливіших рис модернізму — вона представляє читачеві відчужену особистість, розчаровану в цінностях минувшини, тобто в проєкті розвитку країни, запропонованому військовим урядом. С. Утургаурі виділяє дві тенденції, характерні для модерністського протиставлення «людина — суспільство» — це тяжіння до фрейдистської і екзистенціалістської концепцій людини. Представники першої категорії схильні в своїй творчості створювати модель відчуженої людини у вакуумі, тим самим відволікаючи читача від справжніх причин конфлікту індивіда й навколишнього світу, скеровуючи літературу від її суспільного призначення. Їхні романи є найелітарнішими, вони замикають особистість на самій собі, списуючи всі її проблеми на силу підсвідомості й інстинктів.
Письменники другої категорії бачать у відчуженні соціальні причини, вони не віддаляють свого героя від можливості впливати на свою долю, але в той же час підкреслюють той факт, що в житті панує випадок. Для них характерним є активне використання таких прийомів, як «потік свідомості» тощо. Подібні ідеї були мобільнішими.
Письменники-представники цієї течії були пов'язані тенетами реалізму, який не одне десятиліття панував на літературній арені республіки, що згодом призвело до загострення протиріч як усередині творчості окремих письменників, так і між ними". Подібна тенденція простежується на прикладі роману А. Ільхана [Архівовано 20 січня 2021 у Wayback Machine.] «Sokaktaki Adam» («Людина на вулиці») 1950-х років, у передмові до якого автор сам каже про те, що починав писати цей твір з думками про створення образу героя протилежного до образу, надиктованого сільською прозою. Його персонаж мав бути розмитішим, замкненим у собі й орієнтованим на власний внутрішній світ. Це яскравий приклад того, як модернізм, стикаючись з реалізмом, вступав з ним у безпосередній контакт.
Модерністський напрям у турецькій літературі, з'явившись у рамках літературної течії «буналим» або «літературої кризи», проіснував на турецькому ґрунті лише десять років, однак за цей короткий період «буналим» вдалося зростити плеяду письменників, які зробили величезний внесок у культурне життя країни.

## Представники
- Абдульхак Шинасі Хісар[tr](1887—1963)
- Ахмед Хамді Танпинар (1901—1962)
- Октай Акбал (1923—2015)
- Лейла Ербіль (1931—2013)
- Неджаті Тосунер[tr] (1944)
- Селім Ілері[tr] (1949)
- Огуз Атай[tr] (1934—1977)
- Більґе Карасу (1930—1995)